# Gambusia sexradiata
Gambusia sexradiata es un pez de la familia de los pecílidos en el orden de los ciprinodontiformes.

## Distribución geográfica
Se encuentran en Belice, Guatemala y México.